# Mareza
Mareza (niem. Mareese) – wieś w Polsce położona w województwie pomorskim, w powiecie kwidzyńskim, w gminie Kwidzyn przy skrzyżowaniu drogi krajowej nr 90 z drogą wojewódzką 518. Bezpośrednie sąsiedztwo Kwidzyna doprowadza do stopniowego przekształcania się Marezy w zachodnie przedmieście miasta powiatowego. Mareza znajdowała się na trasie wąskotorowej Kwidzyńskiej Kolei Dojazdowej (zlikwidowanej w 1985 roku).
W latach 1945–1954 miejscowość była siedzibą gminy Mareza. W latach 1954–1971 wieś należała i była siedzibą władz gromady Mareza, po jej zniesieniu w gromadzie Korzeniewo. W latach 1975–1998 miejscowość administracyjnie należała do województwa elbląskiego.

## Zabytki
Według rejestru zabytków NID na listę zabytków wpisany jest cmentarz, nr rej.: A-1249 z 19.08.1988.
Mały, przydrożny cmentarz mennonicki z 2 stelami i kilkoma starymi drzewami pochodzi z XVIII w.. 